# Loxaspilates
Loxaspilates is een geslacht van vlinders van de familie spanners (Geometridae), uit de onderfamilie Ennominae.

## Soorten
- L. arrizanaria Bastelberger, 1909
- L. atrisquamata Hampson, 1907
- L. biformata Inoue, 1983
- L. densihastigera Inoue, 1983
- L. dispar Warren, 1893
- L. duplicata Sterneck, 1928
- L. fixseni Alphéraky, 1892
- L. formosana Matsumura, 1911
- L. hastigera Butler, 1889
- L. montuosa Inoue, 1983
- L. nakajimai Inoue, 1983
- L. obliquaria Moore, 1867
- L. seriopuncta Hampson, 1902
- L. straminearia Leech, 1897
- L. tenuipicta Wehrli, 1953
- L. torcida Dognin, 1900
- L. triumbrata Warren, 1895
- L. unidiluta Inoue, 1987